# Jesse Burkett
Jesse Cail Burkett (* 4. Dezember 1868 in Wheeling, West Virginia; † 27. Mai 1953 in Worcester, Massachusetts) war ein US-amerikanischer Baseballspieler in der Major League Baseball. Sein Spitzname war Crab.

## Biografie
Jesse Burkett begann seine Karriere in der National League am 22. April 1890 im Trikot der New York Giants. Weitere Stationen seiner Karriere waren die Cleveland Spiders, St. Louis Cardinals, St. Louis Browns und die Boston Red Sox. Meistens wurde er als Outfielder eingesetzt. Herausragend waren seine Qualitäten als Schlagmann. In drei Spielzeiten hatte er einen Schlagdurchschnitt von über 40 %. In sechs Spielzeiten verbuchte er über 200 Basehits.
Nach seiner Karriere arbeitete er als Manager im Minor League Baseball. 1921 war er Coach bei den New York Giants. 1946 wurde er durch das Veterans Committee in die Baseball Hall of Fame gewählt. Burkett starb 1953 im Alter von 84 Jahren.